# بوکس در المپیک تابستانی ۱۹۳۲
مشت‌زنی در بازی‌های المپیک تابستانی ۱۹۳۲ نام رویداد ورزش مشت‌زنی در بازی‌های المپیک تابستانی بود که در سال ۱۹۳۲ برگزار شد.

## جدول مدال‌ها
| رتبه | کشور                      | طلا | نقره | برنز | مجموع |
| ۱    | آرژانتین (ARG)            | ۲   | ۱    | ۰    | ۳     |
| ۲    | ایالات متحده آمریکا (USA) | ۲   | ۰    | ۳    | ۵     |
| ۳    | آفریقای جنوبی (RSA)       | ۲   | ۰    | ۱    | ۳     |
| ۴    | کانادا (CAN)              | ۱   | ۰    | ۰    | ۱     |
| ۴    | مجارستان (HUN)            | ۱   | ۰    | ۰    | ۱     |
| ۶    | آلمان (GER)               | ۰   | ۳    | ۰    | ۳     |
| ۷    | ایتالیا (ITA)             | ۰   | ۲    | ۰    | ۲     |
| ۸    | سوئد (SWE)                | ۰   | ۱    | ۱    | ۲     |
| ۹    | مکزیک (MEX)               | ۰   | ۱    | ۰    | ۱     |
| ۱۰   | فیلیپین (PHI)             | ۰   | ۰    | ۱    | ۱     |
| ۱۰   | فنلاند (FIN)              | ۰   | ۰    | ۱    | ۱     |
| ۱۰   | دانمارک (DEN)             | ۰   | ۰    | ۱    | ۱     |